# 兌換マルク
兌換マルク（だかんマルク、Konvertibilna Marka）は、ボスニア・ヘルツェゴビナ中央銀行が発行するボスニア・ヘルツェゴビナの法定通貨。コンヴェルティビルナ・マルカとも呼ばれ、KM（ラテン文字）またはКМ（キリル文字）と省略される（ボスニア・ヘルツェゴビナではラテン文字とキリル文字が併用されている）。ISO 4217の通貨コードはBAMである。
ボスニア・ヘルツェゴビナ紛争の影響でボスニア・ヘルツェゴビナ領内で混在して流通していたドイツマルク（基軸通貨）、ボスニア・ヘルツェゴビナ・ディナール（ボシュニャク人支配地域）、ノヴィ・ディナール（セルビア人支配地域）、クーナ（クロアチア人支配地域）を置き換える統一通貨として1998年に流通が始まった。
補助通貨単位は、本来はドイツマルクの補助通貨ペニヒ (Pfennig) から来たペニーグ (pfenig/пфениг) だが、呼称以外は同じフェニング (fening/фенинг) と併用もしくは切り替わりつつある。複数形はそれぞれ、ペニーガ (pfeniga/пфенига) とフェニンガ (feninga/фенинга)。1兌換マルクは100ペニーガあるいは100フェニンガである。
名前は、2002年までドイツマルクと1:1で交換可能であったことからついた。したがって、ユーロや他のユーロ導入予定国通貨とのレートも固定だった。現在もユーロとは固定でレートの変更もなく、かつてのドイツマルクとユーロのレートと同じ「1兌換マルク = 0.51129ユーロ」である。

## 貨幣

### 硬貨
硬貨は5・10・20・50フェニンガ、1・2・5兌換マルクの7種類が流通している。
フェニング硬貨の表面には額面数字とボスニア・ヘルツェゴビナの地図、裏面にはボスニア・ヘルツェゴビナの国旗が描かれている。2・5兌換マルク硬貨はバイメタル貨であり、平和の象徴であるオリーブの枝を咥えたハトが描かれている。

### 紙幣
紙幣は10・20・50・100・200兌換マルクの5種類が流通している。流通開始当時は50フェニンガ、1・5兌換マルク紙幣も存在したが、2000年に硬貨に置き換えられ、2018年に失効している。
200兌換マルク以外の紙幣はボスニア・ヘルツェゴビナ連邦版とスルプスカ共和国版の2種類が並行して流通しており、肖像の人物（前者はボシュニャク人及びクロアチア人、後者はセルビア人）と裏面の図案（前者はステチュツィ、後者は楽器やペンと本など）が違っているが、価値は同一である。

### 為替レート
- 通貨の画像・説明など（ボスニア・ヘルツェゴビナ中央銀行） （英語）
- ボスニア・ヘルツェゴビナの紙幣 （英語）（ドイツ語）（フランス語）